# Synanthedon dasysceles
Synanthedon dasysceles is een vlinder uit de familie wespvlinders (Sesiidae), onderfamilie Sesiinae.
Synanthedon dasysceles is voor het eerst wetenschappelijk beschreven door Bradley in 1968. De soort komt voor in het Afrotropisch gebied.